# خوسيه فرنانديز (لاعب كرة قاعدة)
خوسيه فرنانديز (بالإسبانية: José Fernández)‏ (و. 1974  م) هو لاعب كرة قاعدة، من جمهورية الدومينيكان، ولد في لا فيغا، يلعب كقاعدي أول ‏.

## روابط خارجية
- خوسيه فرنانديز على موقع دوري كرة القاعدة الرئيسي (الإنجليزية)
- خوسيه فرنانديز على موقع الدوري الياباني لكرة القاعدة (الإنجليزية)
- خوسيه فرنانديز على موقع دوري كوريا الجنوبية لكرة القاعدة (الإنجليزية)
- خوسيه فرنانديز على موقعبيزبول رفرنس.كوم (الدوري الرئيسي) (الإنجليزية)
- خوسيه فرنانديز على موقعبيزبول رفرنس.كوم (الدوري الثانوي) (الإنجليزية)
- خوسيه فرنانديز على موقع إي إس بي إن.كوم (أم.أل.بي) (الإنجليزية)
- خوسيه فرنانديز على موقع مشجعي الرسوم البيانية (الإنجليزية)